# Stacy Robinson
Stacy Robinson (Saint Paul, 19 de fevereiro de 1962 - 8 de maio de 2012) foi um jogador profissional de futebol americano estadunidense. Ele foi campeão da temporada de 1986 da National Football League jogando pelo New York Giants.